# Taeniotes iridescens
Taeniotes iridescens là một loài bọ cánh cứng trong họ Cerambycidae.